# アンドリュー・パウエル
アンドリュー・パウエル（Andrew Powell、1949年4月18日 - ）は、ウェールズ人の両親のもとに生まれたイギリスの作曲家、編曲家、パフォーマー。2003年にウェールズに移住した。

## 経歴

### 生い立ち
パウエルはイングランドのサリー州で生まれた。4歳でピアノを始め、後にウィンブルドンのキングス・カレッジ・スクールに入学し、その頃にはヴィオラ、ヴァイオリン、オーケストラのパーカッションも習っていた。11歳で作曲を始め、後にドイツのダルムシュタットでカールハインツ・シュトックハウゼンとリゲティ・ジェルジュに作曲を師事し、その後、ケンブリッジのキングス・カレッジで音楽修士号を取得。ケンブリッジ在学中、ロジャー・スモーリー、ティム・スースター、ロビン・トンプソンとともにエレクトロニック音楽グループ「インターモジュレーション」に参加し、フレッド・フリスとティム・ホジキンソンが結成した地元のプログレッシブ・ロック・グループ「ヘンリー・カウ」ではベースとドラムを交互に担当した。

### 音楽キャリア
ケンブリッジを離れた後、パウエルの最初のプロとしての活動は、1970年8月にロンドンで開催されたBBCプロムスのソリストとして、ロジャー・スモーリーとともにテリー・ライリーの「Keyboard Studies」を演奏したことであった。その後、コヴェント・ガーデン、ロンドン交響楽団、ロンドン・フィルハーモニー管弦楽団、BBCウェールズ・ナショナル管弦楽団、BBC交響楽団など、いくつかのオーケストラと共演し、BBC交響楽団ではピエール・ブーレーズと共演した。また、セッション・プレイヤーとしても活動し始め、ロビン・トンプソン、モーリス・パートとともに「Come to the Edge」というグループを結成し、日本の打楽器の巨匠、ツトム・ヤマシタと定期的に共演していた。
パウエルの編曲家としてのキャリアはこの頃から始まった。最初の依頼はコックニー・レベルのデビュー・アルバムで、次の2枚のアルバムも編曲した。彼は、レオ・セイヤー、ジョン・マイルズ (「Music」)、ドノヴァン、クリフ・リチャード (「Miss You Nights」)、アル・スチュワート (『追憶の館』『イヤー・オブ・ザ・キャット』『タイム・パッセージ』『ロシアンズ&アメリカンズ』『Between the Wars』)、アンブロージア (『ピラミッドの伝説』)、デヴィッド・ギルモア、クリス・レア、ミック・フリートウッド、ホリーズ、ミュンヘナー・フライハイトなど、他のアーティストとも仕事をしている。
パウエルは、アラン・パーソンズ・プロジェクトのメンバーとして、最初のアルバム (『怪奇と幻想の物語 - エドガー・アラン・ポーの世界』) でアレンジャー、指揮者、作曲家としてクレジットされている。彼は、1枚を除くすべてのアルバムでアレンジャーおよび指揮者として関わり続け、グループが解散した後もアラン・パーソンズと仕事した。アラン・パーソンズやアル・スチュワートとはライブでも共演し、1983年にアラン・パーソンズ・プロジェクトの曲を集めたオーケストラ・アルバム『アンドリュー・パウエル&フィル・ハーモニア管弦楽団が奏でるベスト・オブ・ザ・アラン・パーソンズ・プロジェクトの世界』を制作している。
パウエルはケイト・ブッシュの3曲入りデモテープとデビュー・アルバム『天使と小悪魔』（1978年）のプロデュースを担当。その後、ブッシュの協力を得て、彼女の2枚目のアルバム『ライオンハート』（1978年）をプロデュースした。
彼が共演した他のアーティストには、クリス・デ・バー、ニック・ヘイワード、マイケル・クロフォード、エレイン・ペイジ、カンサスなどがある。
パウエルは映画『レディホーク』と『ジブラルタル号の出帆』のサウンドトラックを作曲し、他の多くの映画やテレビのプロジェクトにも貢献している。彼は、フィルハーモニア管弦楽団、ロンドン交響楽団、ベルリン・フィルハーモニー管弦楽団、香港フィルハーモニー管弦楽団、ロサンジェルス・フィルハーモニック、シドニー交響楽団、ウェリントン交響楽団、バイエルン放送管弦楽団、ミュンヘン室内管弦楽団、ブラック・ダイク・ミルズ・バンド、グライムソープ・コリアリー・バンドなど、世界中のオーケストラやアンサンブルを指揮してきた。

## 最近の作品
最近の作品には、ワウター・ヴァン・ベルの「Wow & Flutter」の編曲と指揮、グライムソープ・コリアリー・バンド、パーク&デア・バンド、バリー・ポート・タウン・バンドなどのブラスバンドへの楽曲提供、ジョン・ウォレスとのアルバム『Stockhausen: Michael's Farewell, etc』がある。
「Living Stones」は、2007年10月27日にウェールズの聖デイヴィッド大聖堂で世界初演され、「Glasiad y dydd dros Ben Dinas」は、2008年3月19日にシティ・オブ・ロンドン・フェスティバルで初公開された。
2017年、約30年間も映画音楽制作から離れていた彼は、イタリアの撮影監督ジュリアーノ・トマサッチが監督したSF短編『Here We Go Again, Rubinot!』のオリジナル音楽を作曲した。そのスコアは翌年、クロノス・レコードから限定CDとしてリリースされた。
パウエルは、北ペンブルックシャーで、音楽、言葉、視覚芸術を推進する社会的企業であるブルーストーンアーツの芸術監督を務めている。

## 私生活
パウエルは、ウェールズ語の勉強を始めてから、2003年にウェールズに移住した。現在では、流暢にウェールズ語を話している。